# Opstillingslisten
|  | Sammenskrivningsforslag Artiklen Opstillingslisten er foreslået føjet ind i Klaus Riskær Pedersen. (Siden april 2014) Diskutér forslaget |

Opstillingslisten er stiftet som politisk parti af Klaus Riskær Pedersen i 2006 i henhold til bestemmelserne i Lov om Valg til Folketinget.

## Formål og organisation
"Partiet" har alene til formål at virke for opstilling og valg af kandidater til Folketinget og Europaparlamentet. Det er udelukkende en valgteknisk konstruktion, der skal løsrive den enkelte politiker fra ethvert partipolitisk bånd. Der er intet partiprogram, ingen bestyrelse og intet repræsentantskab, ligesom der ikke afholdes generalforsamlinger. Partiet har ingen indflydelse på en valgt kandidats virke eller politik.
Via internettet kan interesserede bestille vælgererklæringer, der gør Opstillingslisten berettiget til at deltage i det kommende folketingsvalg.

## Kandidater
Befolkningen udvælger ved en elektronisk afstemningsprocedure listens spidskandidater – dog kun én enkelt i hver af de kommende ca. 10 regionsvalgkredse. Konsulentfirmaer skal sikre, at kandidater opfylder grundlæggende kriterier for at kunne deltage troværdigt i et arbejdende folkestyre. Kandidater for Opstillingslisten kan godt være medlem af et andet parti og kan efter valg til Folketinget tilslutte sig en folketingsgruppe. Dog må de ikke være opstillet for Opstillingslisten og noget andet parti til ét og samme valg. Partistifteren Klaus Riskær Pedersen stiller ikke selv op til Folketinget som kandidat for Opstillingslisten.